# Koninkrijk Chi Tu
Het koninkrijk Chi Tu (of Chihtu of Chitu of Ch-ih-t’u; Sanskriet: Raktamaritika of Raktamrittika; Chinees: 赤土国, pinyin: Chì-tǔ-guó; Maleis: Tanah Merah) was een koninkrijk in Zuidoost-Azië.
Het koninkrijk Chi Tu bestond vanaf ongeveer 100 jaar v.Chr. tot de 7e eeuw na Chr. Het koninkrijk wordt genoemd in de Chinese geschiedsschrijving. De annalen van de Sui dynastie beschrijven een ontwikkeld koninkrijk Chi Tu in 607, toen Chang Chun daar als ambassadeur naar werd toegezonden. 
Er bestaan verschillende theorieën over de plaats waar het koninkrijk Chi Tu lag. Een van de namen, Raktamaritka, betekent ‘rode aarde’. Chi Tu zou dan op of bij rode aarde gelegen moeten hebben. Boodschappers, die het koninkrijk Chi Tu verlieten, zeilden tien dagen om Champa te bereiken. Op die reisafstand ligt een gebied bestaand uit rode aarde, bij de rivier Kelatan. Dit is een argument dat het koninkrijk Chi Tu gelegen was in of bij wat nu de federale staat Kelantan in Maleisië is.